# كريستيان دايلي
كريستيان إدوارد دايلي (بالإنجليزية: Christian Dailly)‏، من مواليد 23 ابريل 1973 في دندي في إسكتلندا، لاعب كرة قدم إسكتلندي.
بدأ مسيرته الكروية مع نادي دندي يونايتد في عام 1990، ولعب معهم حتى عام 1996، وشارك معهم في 141 مباراة وسجل 18 هدف، وفي عام 1998 انتقل إلى نادي ديربي كونتي، ولعب معهم حتى عام 1998، وشارك معهم في 67 مباراة وسجل 4 أهداف، وفي عام 1998 انتقل إلى نادي بلاكبيرن روفرز، ولعب معهم حتى عام 2001، وشارك معهم في 70 مباراة وسجل 4 أهداف، ومنذ عام 2001 وهو يلعب مع نادي وست هام يونايتد.
و قد بدأ باللعب مع منتخب إسكتلندا لكرة القدم في عام 1997.

## مسيرته الكروية
لعب كريستيان دايلي خلال مسيرته الاحترافية مع 9 أندية في ستة وعشرون موسمًا وسجل خلالها 32 هدفًا ضمن 547 مباراة. حيث فاز في ثلاثة مواسم بالكأس وفي موسم واحد بالدوري.
خاض كريستيان دايلي مسيرته مع نادي دندي يونايتد في موسم 1990–91 ليلعب معه ستة مواسم، مشاركًا في 141 مباراة سجل خلالها 18 هدفًا. ثم انتقل إلى نادي ديربي كاونتي في موسم 1996–97 واستمر معه طيلة ثلاثة مواسم، حيث شارك في 67 مباراة سجل خلالها 4 أهداف. لينتقل بعدها إلى نادي بلاكبيرن روفرز في موسم 1998–99 واستمر معه طيلة ثلاثة مواسم، مشاركًا في 69 مباراة سجل خلالها 4 أهداف أيضًا. ثم انتقل إلى نادي وست هام يونايتد في موسم 2000–01 ليلعب معه سبعة مواسم، مشاركًا في 158 مباراة سجل خلالها 3 أهداف. هذا وانتقل لاحقًا إلى نادي رينجرز في موسم 2007–08 ولمدة موسمين، مشاركًا في 21 مباراة سجل خلالها هدفين. ثم انتقل بعدها إلى نادي تشارلتون أثلتيك في موسم 2009–10 ولمدة موسمين، مشاركًا في 76 مباراة سجل خلالها هدفًا واحدًا. ليعود وينتقل من جديد، لكن هذه المرة إلى نادي ساوثيند يونايتد في موسم 2011–12 لمدة موسم واحد، مشاركًا في 3 مباريات ولم يسجل أي هدف.

## روابط خارجية
- كريستيان دايلي على موقع الاتحاد الأوربي (الإنجليزية)
- كريستيان دايلي على موقع قاعدة بيانات كرة القدم.إي يو (الإنجليزية)
- كريستيان دايلي على موقع ناشيونال فوتبول تيمز (الإنجليزية)
- كريستيان دايلي على موقع Soccerbase.com (لاعب) (الإنجليزية)
- كريستيان دايلي على موقع Soccerway.com (الإنجليزية)
- كريستيان دايلي على موقع عالم كرة القدم.نت (الإنجليزية)
- كريستيان دايلي على موقع كووورة